# Miss Universo Tailandia 2022
Miss Universo Tailandia 2022 fue la 23.ª edición del concurso Miss Universo Tailandia. Se llevó a cabo el 30 de julio de 2022 en el True Icon Hall, Bangkok, Tailandia. Miss Universo Tailandia 2021 Anchilee Scott-Kemmis coronó al final del evento a Anna Sueangam-iam como su sucesora. Sueangam-iam representó a Tailandia en Miss Universo 2022.

## Antecedentes

### Corona 'Power of Resilience'
El 16 de junio de 2022, Jimmy Mouawad lanzó el nombre de su nueva corona para el concurso Miss Universo Tailandia 2022 como «Power of Resilience» ('Poder de la Resiliencia'). Esta corona marca su tercer año consecutivo para el certamen de Miss Universo Tailandia. La corona fue lanzada oficialmente el 22 de julio de 2022 durante una noche de gala llamada «Ignite The Night». La corona estuvo influenciada por sus dos motivos clave: las plumas de pavo real y una flor de loto, que encarnan la resiliencia de la nación tailandesa para hacer frente a los desafiantes obstáculos de la vida, mientras que toda la corona estaba adornada y elaborada con peridoto, topacio blanco y diamantes para evocar nuevos comienzos y crecimiento.

## Resultados
Colores clave
- Declarada como la ganadora en un concurso Internacional.
- Terminó como finalista en un concurso internacional.
- Terminó como semifinalista o cuartofinalista en un concurso internacional.
- No clasificó.

| Posiciones                   | Candidata | Concurso internacional | Posición alcanzada |
| ---------------------------- | --- | ---------------------- | ------------------ |
| Miss Universo Tailandia 2022 | - 19 - Anna Sueangam-iam | Miss Universo 2022     | No clasificó       |
| Primera finalista            | - 16 - Nicolene Limsnukan (renunció) |                        |                    |
| Primera finalista            | - 18 - Kanyalak Nookaew (asumió) |                        |                    |
| Segunda finalista            | - 23 - Suchata Chuangsri |                        |                    |
| Tercera finalista            | - 10 - Renita Veronica Pagano § |                        |                    |
| Top 11                       | - 02 - Carina Muller - 09 - Thitaree Kasorn - 24 - Pympika Chuenchoopol - 27 - Nitthakan Aksornwan - 28 - Warangkhana Siristhapornsap - 31 - Patraporn Wang |                        |                    |
| Top 15                       | - 14 - Swita Promsrisawat - 20 - Manchakorn Phetpraphan - 21 - Pauline Wilkinson Deeying - 29 - Nichamon Beutelspacher                                      |                        |                    |

§ - Votada por los fanáticos en línea para avanzar al Top 10.

## Candidatas
29 candidatas compitieron por el título de Miss Universo Tailandia 2022:
| N.º | Candidata                   | Edad | Ciudad de origen/Residencia | Posición alcanzada           |
| --- | --------------------------- | ---- | --------------------------- | ---------------------------- |
| 1   | Chidchanok Janghoo          | 25   | Phatthalung                 |                              |
| 2   | Carina Muller               | 26   | Chiang Rai                  | Top 11                       |
| 3   | Supanida Somboonpong        | 25   | Bangkok                     |                              |
| 4   | Sirikorn Khamwong           | 24   | Bangkok                     |                              |
| 5   | Wichayada Wichayapongkul    | 20   | Chiang Mai                  |                              |
| 7   | Nahathai Dechapon           | 27   | Bangkok                     |                              |
| 8   | Thawanrat Chansiri          | 25   | Bangkok                     |                              |
| 9   | Thitaree Kasorn             | 26   | Bangkok                     | Top 11                       |
| 10  | Renita Veronica Pagano      | 23   | Phuket                      | Cuarta finalista             |
| 11  | Sirinnaphas Foeisri         | 25   | Chiang Mai                  |                              |
| 12  | Angkamol Patrut             | 27   | Bangkok                     |                              |
| 13  | Angela Kight                | 26   | Bangkok                     |                              |
| 14  | Swita Promsrisawat          | 22   | Bangkok                     | Top 15                       |
| 15  | Nadaphan Gamngern           | 26   | Nakhon Ratchasima           |                              |
| 16  | Nicolene Bunchu             | 23   | Bangkok                     | Primera finalista/Destronada |
| 17  | Ayarin Butdee               | 27   | Bangkok                     |                              |
| 18  | Kanyalak Nookaew            | 22   | Pathum Thani                | Segunda finalista            |
| 19  | Anna Sueangam-iam           | 23   | Bangkok                     | Miss Universo Tailandia 2022 |
| 20  | Manchakorn Phetpraphan      | 27   | Bangkok                     | Top 15                       |
| 21  | Pauline Wilkinson Deeying   | 27   | Surin                       | Top 15                       |
| 23  | Suchata Chuangsri           | 18   | Bangkok                     | Tercera finalista            |
| 24  | Pympika Chuenchoopol        | 27   | Phitsanulok                 | Top 11                       |
| 25  | Napas Osathanont            | 23   | Bangkok                     |                              |
| 26  | Nicole Glucksman            | 24   | Bangkok                     |                              |
| 27  | Nitthakan Aksornwan         | 26   | Nakhon Si Thammarat         | Top 11                       |
| 28  | Warangkhana Siristhapornsap | 21   | Bangkok                     | Top 11                       |
| 29  | Nichamon Beutelspacher      | 23   | Bangkok                     | Top 15                       |
| 30  | Kanyarat Panprakhon         | 23   | Buriram                     |                              |
| 31  | Patraporn Wang              | 27   | Bangkok                     | Top 11                       |

- 22 - Perpetua Smith se retiró antes de que los jueces calificaran la competencia preliminar.

## Cruces y regresos

### Concursos nacionales
Miss Tailandia Mundo
- 2018: Nicolene Limsnukan (Ganadora)

Miss Universo Tailandia
- 2018: Thitaree Kasorn (Primera finalista)
- 2018: Nicolene Limsnukan (Top 10)
- 2019: Patraporn Wang (Top 5)

Miss Grand Tailandia
- 2014: Patraporn Wang (Tercera finalista)
- 2018: Kanyalak Nookaew (Top 12)
- 2018: Carina Muller
- 2019: Kanyalak Nookaew (Top 10)

Miss Tailandia
- 2020: Nitthakarn Aksornwan (Primera finalist)
- 2020: Anna Sueangam-iam (Top 16)

Miss Thinn Thai Ngarm
- 2020: Anna Sueangam-iam (Segunda finalista)
- 2020: Nitthakarn Aksornwan

### Concursos internacionales
Miss Mundo
- 2018: Nicolene Limsnukan (Primera finalista)

Miss Intercontinental
- 2014: Patraporn Wang (Ganadora)